# Álftafjörður (Vestfirðir)
Álftafjörður  – fiord w północno-zachodniej Islandii, w regionie Fiordów Zachodnich, jeden z bocznych fiordów na południowym brzegu fiordu Ísafjarðardjúp. Na zachód od niego leży fiord Skutulsfjörður, a na wschód - Seyðisfjörður. Wchodzi w głąb lądu na około 11 km, a jego szerokość u wejścia wynosi około 2 km. Masywy górskie po jego zachodniej stronie sięgają 800–850 m n.p.m., a po wschodniej - 600–650 m n.p.m.
U wejścia do fiordu, na jego zachodnim wybrzeżu, położona jest miejscowość Súðavík. Pojedyncze farmy położone są na zachodnim i południowym brzegu zatoki. Wzdłuż obu brzegów fiordu biegnie droga nr 61.